# Hans Hiltebrand
Hans Hiltebrand (ur. 18 stycznia 1945 w Dielsdorfie) – szwajcarski bobsleista, pięciokrotny medalista mistrzostw świata.

## Kariera
Pierwszy sukces w karierze osiągnął w 1977 roku, kiedy w parze z Heinzem Meierem zdobył złoty medal w dwójkach podczas mistrzostw świata w St. Moritz. Następnie razem z Kurtem Polettim, Franzem Weinbergerem i Franzem Iseneggerem był drugi w czwórkach na mistrzostwach świata w Cortinie d'Ampezzo w 1981 roku, a podczas rozgrywanych rok później mistrzostw świata w St. Moritz w parze z Ulrichem Bächlim zdobył srebro w dwójkach. Ostatnie sukcesy osiągnął na mistrzostwach świata w St. Moritz w 1987 roku, gdzie z André Kisserem był drugi w dwójkach, a wspólnie z Ursem Fehlmannem, Erwinem Fassbindem i André Kisserem zwyciężył w czwórkach.
W 1980 roku na wystartował na igrzyskach olimpijskich w Lake Placid, zajmując między innymi czwarte miejsce w dwójkach. Szwajcarzy przegrali tam walkę o podium z pierwszą ekipą NRD o 0,24 sekundy. Na rozgrywanych cztery lata później igrzyskach w Sarajewie Hiltebrand zajął piąte miejsce w tej samej konkurencji. Brał również udział w igrzyskach olimpijskich w Calgary w 1988 roku, gdzie był szósty w dwójkach, a rywalizację w czwórkach ukończył na dziewiątej pozycji.
Po zakończeniu kariery został trenerem. Prowadził między innymi reprezentację Kanady w latach 1989-1998.